# 小行星6471
小行星6471（6471 Collins），天文學臨時編號1983 EB1，是一顆位於小行星帶的小行星，由捷克天文學家安東寧·姆爾科斯（Antonín Mrkos）於1983年3月4日在捷克 Kleť 發現，以阿波罗11号任務中負責駕駛指令艙的美國太空人迈克尔·科林斯的姓氏命名。 

## 外部連結
- JPL Small-Body Database Browser on 6471 Collins （页面存档备份，存于）

| 前一小行星： 6470 Aldrin | 小行星列表 | 後一小行星： 6472 Rosema |